# Bicester
Bicester (engelskt uttal: [ˈbɪstər] lyssna (fil)) är en stad och civil parish i grevskapet Oxfordshire i England. Staden ligger i distriktet Cherwell, cirka 22 kilometer sydost om Banbury och cirka 18 kilometer nordost om Oxford. Tätortsdelen (built-up area sub division) Bicester hade 32 642 invånare vid folkräkningen år 2011.